# Neuville-en-Ferrain
Neuville-en-Ferrain – miejscowość i gmina we Francji, w regionie Hauts-de-France, w departamencie Nord.
Według danych na rok 1990 gminę zamieszkiwało 9895 osób, a gęstość zaludnienia wynosiła 1601 osób/km² (wśród 1549 gmin regionu Nord-Pas-de-Calais Neuville-en-Ferrain plasuje się na 82. miejscu pod względem liczby ludności, natomiast pod względem powierzchni na miejscu 581.).